# Transbordador espacial Atlantis
El transbordador espacial Atlantis (designación NASA: OV-104) fue uno de los transbordadores de la flota perteneciente a la Administración Nacional de la Aeronáutica y del Espacio (NASA). Fue el cuarto transbordador operativo en ser construido. Tras la destrucción de los transbordadores Challenger y Columbia, fue uno de los tres transbordadores completamente operativos de la flota.
También se trata del último de los transbordadores en ser retirado, tras su misión STS-135, la cual estuvo destinada a instalar un módulo adicional a la Estación Espacial Internacional, así como de provisiones para un año. El nombre del transbordador proviene de la primera embarcación del  Instituto Oceanográfico de Woods Hole (Massachusetts), que realizó investigaciones oceánicas de 1930 a 1966.

## Historia

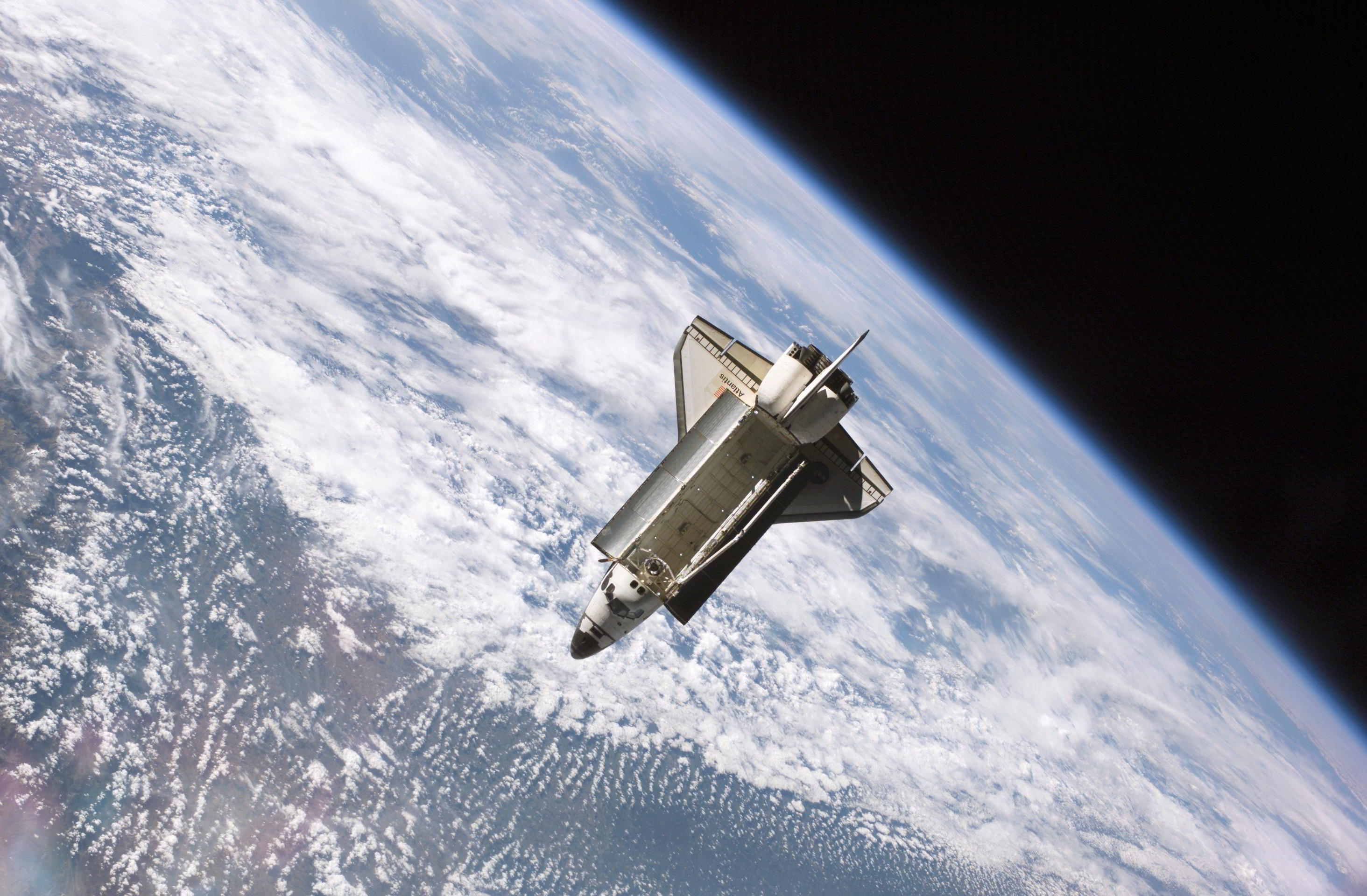
El Atlantis desacoplándose de la Estación Espacial Internacional el 17 de septiembre de 2006

El Atlantis realizó su primer vuelo en octubre de 1985, realizando actividades militares clasificadas, uno de los cinco vuelos de ese tipo. En 1989, el transbordador puso en órbita dos sondas planetarias, la Magallanes y la Galileo, y en 1991, desplegó el Observatorio de Rayos Gamma Compton.
A comienzos de 1995, el Atlantis hizo siete vuelos directos a la estación espacial rusa Mir. En su segundo viaje, entregó un módulo de acoplamiento y en los siguientes vuelos, intercambios entre astronautas. Desde noviembre de 1997 a julio de 1999, el transbordador Atlantis estuvo bajo una serie de modificaciones, con un total de 165 cambios, uno de ellos el Sistema de Pantalla Electrónica Multifuncional. A partir de ese momento, realizó seis misiones más, todas relacionadas con actividades de montaje de la Estación Espacial Internacional (EEI).
En octubre de 2002, el Atlantis y su tripulación de seis astronautas completaron una misión de once días en la Estación Espacial Internacional, con tres paseos espaciales incluidos.
La NASA programó la 27ª misión del Atlantis para septiembre de 2005. Sin embargo, se decidió que era inseguro para volar y se perdió ventana de lanzamiento, debido a las complicaciones durante el lanzamiento del Discovery en la misión STS-114 y la suspensión por parte de la NASA de todos los lanzamientos del transbordador. El Atlantis fue designado como orbitador de rescate STS-300 para la misión STS-114. El Atlantis fue programado para volar en la misión STS-121, pero se decidió que fuese el Discovery quien realizase la misión.
Tras una parada de cuatro años y medio, el Atlantis regresó al espacio en la misión STS-115, transportando el segmento P3/P4 y paneles solares para la EEI. Se programó el siguiente vuelo del Atlantis en la misión STS-117, pero debido a una tormenta de granizo del 26 de febrero de 2007, el lanzamiento fue retrasado hasta el 7 de junio de 2007.
A principios del 2006, la NASA anunció su intención de retirar el Atlantis el 14 de mayo de 2010, tras la misión STS-132, y que sería utilizado como suministros de piezas para el Discovery y el Endeavour hasta el fin del programa del Transbordador Espacial en 2010. Su retiro anticipado se justificó por la necesidad de evitar un proceso caro de puesta a punto programado para el 2008.
Su último vuelo se realizó para la misión STS-135, de 13 días de duración, con una tripulación de 4 astronautas, en la cual transportó a la Estación Espacial Internacional (EEI) las reservas provisionales para un año, desde su lanzamiento el 8 de julio hasta su aterrizaje el 21 de julio de 2011, terminando su servicio para ser retirado y puesto en exhibición en el Centro Espacial Kennedy, en Florida.

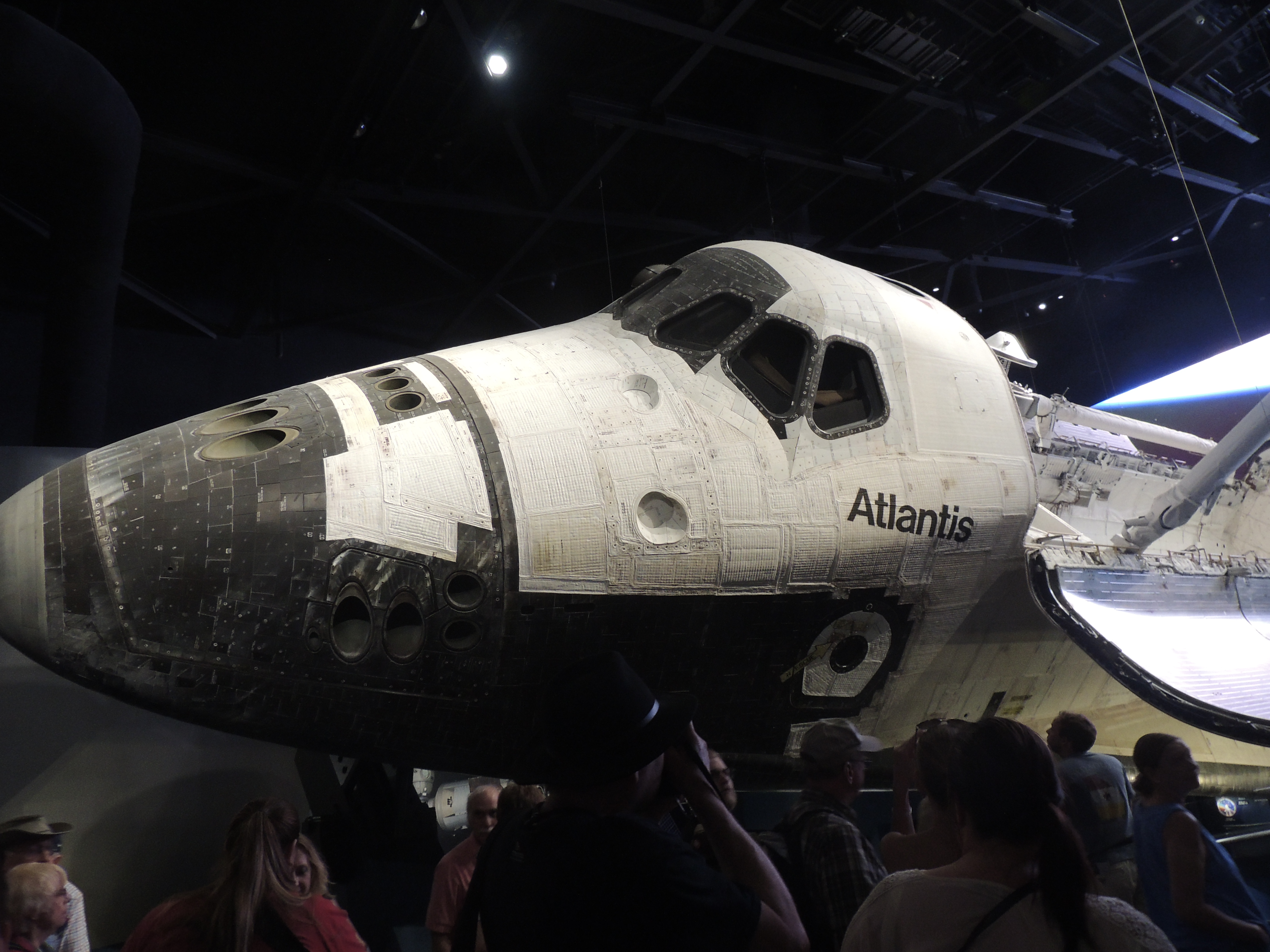
Transbordador espacial Atlantis en la actualidad en el Centro espacial John F. Kennedy

Con el último vuelo del Atlantis se cierra la era de los Transbordadores Espaciales después de 30 años de funcionamiento del programa, dejando a la NASA dependiente de las naves rusas Soyuz, para lanzamientos espaciales en un futuro inmediato.

## Vuelos
El transbordador espacial Atlantis ha completado 33 misiones, permaneciendo en el espacio 293 días, completando 4.648 órbitas y realizando una distancia total de 194 168 813 km, antes de la misión STS-135.

### Tabla de misiones
| Fecha                    | Nombre   | Notas |
| ------------------------ | -------- | --- |
| 3 de octubre de 1985     | STS-51-J | Primera misión del Atlantis. Misión dedicada al Departamento de Defensa. |
| 26 de noviembre de 1985  | STS-61-B | Puesta en órbita de los satélites de comunicación Morelos II, AUSSAT-2 y SATCOM KU-2. |
| 2 de diciembre de 1988   | STS-27   | Misión dedicada al Departamento de Defensa. |
| 4 de mayo de 1989        | STS-30   | Puesta en órbita de la sonda Magallanes. |
| 18 de octubre de 1989    | STS-34   | Puesta en órbita de la sonda Galileo. |
| 28 de febrero de 1990    | STS-36   | Misión dedicada al Departamento de Defensa. |
| 15 de noviembre de 1990  | STS-38   | Misión dedicada al Departamento de Defensa. |
| 5 de abril de 1991       | STS-37   | Puesta en órbita del Observatorio de Rayos Gamma Compton. |
| 2 de agosto de 1991      | STS-43   | Lanzamiento del satélite TDRS-5. |
| 24 de noviembre de 1991  | STS-44   | Misión dedicada al Departamento de Defensa. |
| 24 de marzo de 1992      | STS-45   | Primera misión del ATLAS (Laboratorio Atmosférico para Aplicaciones y Ciencia). |
| 31 de julio de 1992      | STS-46   | Lanzamiento de los satélites EURECA y TSS. |
| 3 de noviembre de 1994   | STS-66   | Tercera misión del ATLAS. |
| 29 de junio de 1995      | STS-71   | Primer acoplamiento con la estación espacial Mir. |
| 12 de noviembre de 1995  | STS-74   | Entrega del módulo de acoplamiento a la Mir. |
| 22 de marzo de 1996      | STS-76   | Encuentro con la Mir, transferencia de tripulación de Shannon Lucid. |
| 16 de septiembre de 1996 | STS-79   | Encuentro con la Mir, transferencia de tripulación de Shannon Lucid y John Blaha. |
| 12 de enero de 1997      | STS-81   | Encuentro con la Mir, transferencia de tripulación de John Blaha y Jerry Linenger. |
| 17 de mayo de 1997       | STS-84   | Encuentro con la Mir, transferencia de tripulación de Jerry Linenger y Michael Foale. |
| 25 de septiembre de 1997 | STS-86   | Encuentro con la Mir, transferencia de tripulación de Michael Foale y David A. Wolf. |
| 19 de mayo de 2000       | STS-101  | Misión de montaje de la Estación Espacial Internacional (EEI). |
| 8 de septiembre de 2000  | STS-106  | Misión de montaje de la Estación Espacial Internacional (EEI). |
| 7 de febrero de 2001     | STS-98   | Misión de montaje de la Estación Espacial Internacional (EEI), transportando el módulo Destiny. |
| 12 de julio de 2001      | STS-104  | Misión de montaje de la Estación Espacial Internacional (EEI), transportando el módulo Quest. |
| 8 de abril de 2002       | STS-110  | Misión de montaje de la Estación Espacial Internacional (EEI), transportando el segmento S0. |
| 7 de octubre de 2002     | STS-112  | Misión de montaje de la Estación Espacial Internacional (EEI), transportando el segmento S1. |
| 9 de septiembre de 2006  | STS-115  | Misión de montaje de la Estación Espacial Internacional (EEI), transportando los segmentos P3 y P4. |
| 8 de junio de 2007       | STS-117  | Misión de montaje de la Estación Espacial Internacional (EEI), transportando los segmentos S3 y S4. |
| 7 de febrero de 2008     | STS-122  | Misión de montaje de la Estación Espacial Internacional (EEI) (Laboratorio Columbus). |
| 11 de mayo de 2009       | STS-125  | Cuarta y última misión de servicio al Telescopio espacial Hubble, le lleva dos nuevos instrumentos, el Espectrógrafo de los Orígenes del Cosmos y la Wide Field Camera 3. Se reemplazan un sensor de guía, seis giróscopos, y dos módulos de baterías. |
| 16 de noviembre de 2009  | STS-129  | Misión de montaje de la Estación Espacial Internacional (EEI) (ELC-1/ELC-2). |
| 14 de mayo de 2010       | STS-132  | Misión de montaje de la Estación Espacial Internacional (EEI) (Mini-Research Module 1) |
| 8 de julio de 2011       | STS-135  | Misión de montaje de la Estación Espacial Internacional (EEI). Última misión del programa del transbordador espacial. |

### Homenaje e insignias de misión
| Tributo de la NASA por el transbordador espacial Atlantis | Tributo de la NASA por el transbordador espacial Atlantis | Tributo de la NASA por el transbordador espacial Atlantis | Tributo de la NASA por el transbordador espacial Atlantis | Tributo de la NASA por el transbordador espacial Atlantis | Tributo de la NASA por el transbordador espacial Atlantis | Tributo de la NASA por el transbordador espacial Atlantis | Tributo de la NASA por el transbordador espacial Atlantis |
| Insignia de misión para vuelos de misión Atlantis         | Insignia de misión para vuelos de misión Atlantis         | Insignia de misión para vuelos de misión Atlantis         | Insignia de misión para vuelos de misión Atlantis         | Insignia de misión para vuelos de misión Atlantis         | Insignia de misión para vuelos de misión Atlantis         | Insignia de misión para vuelos de misión Atlantis         | Insignia de misión para vuelos de misión Atlantis         |
| --------------------------------------------------------- | --------------------------------------------------------- | --------------------------------------------------------- | --------------------------------------------------------- | --------------------------------------------------------- | --------------------------------------------------------- | --------------------------------------------------------- | --------------------------------------------------------- |
|                                                           |                                                           |                                                           |                                                           |                                                           |                                                           |                                                           |                                                           |
| STS-51-J                                                  | STS-61-B                                                  | STS-61-G*                                                 | STS-27                                                    | STS-30                                                    | STS-34                                                    | STS-36                                                    | STS-38                                                    |
|                                                           |                                                           |                                                           |                                                           |                                                           |                                                           |                                                           |                                                           |
| STS-37                                                    | STS-43                                                    | STS-44                                                    | STS-45                                                    | STS-46                                                    | STS-66                                                    | STS-71                                                    | STS-74                                                    |
|                                                           |                                                           |                                                           |                                                           |                                                           |                                                           |                                                           |                                                           |
| STS-76                                                    | STS-79                                                    | STS-81                                                    | STS-84                                                    | STS-86                                                    | STS-101                                                   | STS-106                                                   | STS-98                                                    |
|                                                           |                                                           |                                                           |                                                           |                                                           |                                                           |                                                           |                                                           |
| STS-104                                                   | STS-110                                                   | STS-112                                                   | STS-115                                                   | STS-117                                                   | STS-122                                                   | STS-125                                                   | STS-129                                                   |
|                                                           |                                                           |                                                           |                                                           |                                                           |                                                           |                                                           |                                                           |
| STS-132                                                   | STS-135                                                   |                                                           |                                                           |                                                           |                                                           |                                                           |                                                           |

* Misión cancelada después del accidente del transbordador Challenger.

## En la cultura popular
- En la película Deep Impact, la tripulación utiliza el Atlantis para llegar a la nave de la misión, el Messiah.
- En el videojuego The Dig, un transbordador sin nombre participa en la misión de disparar al asteroide. Sin embargo, en la demo del juego se menciona el nombre de "Atlantis".
- En la película Armageddon, el transbordador espacial Atlantis es destruido en órbita al comienzo de la película debido a una lluvia de meteoritos.
- En la película "SOS Equipo Azul" es el vehículo protagonista. Un grupo de jóvenes superdotados que asisten a un campamento espacial, son lanzados al espacio por accidente cuando realizaban la prueba de motores del transbordador.